# Lance Davids
Lance Davids (Kaapstad, 11 april 1985) is een Zuid-Afrikaans voetballer die uitkomt voor Ajax Cape Town.

## Carrière
Davids kwam via de jeugd van Hellenic FC terecht in de jeugdopleiding van het Duitse TSV 1860 München. Hij maakte in seizoen 2003/04 zijn debuut in de Bundesliga en kwam in totaal 12 keer in actie. Dat seizoen degradeerde de club naar de 2. Bundesliga. In de twee daaropvolgende seizoenen kwam Davids nog maar negen keer in actie, waarop hij in 2006 vertrok naar het Zweedse Djurgårdens IF. In drie seizoen speelde hij 64 competitieduels en scoorde daarin zes keer.
Maar deze club besloot zijn contract niet te verlengen en tijdens de winter van het seizoen 2008-2009 test de speler bij het Nederlandse FC Twente en het Belgische Club Brugge. Deze proefperiodes draaiden op niets uit, uiteindelijk gaat Davids terug in zijn thuisland aan de slag bij Supersport United waar hij de rest van het seizoen uitmaakt. Een transfer naar Ajax Cape Town volgt en daar kent Davids meer succes. In het seizoen 2009-2010 komt hij 24 maal in actie. Op 12 juni 2010 raakte bekend dat Lance Davids een contract tekende bij de Belgische eersteklasser K. Lierse SK. Lierse SK kwam tot een overeenkomst met Davids voor 3 seizoenen.
Sinds 1 juli 2015 is Lance Davids gestopt met voetballen.
Davids is international voor zijn land en zat in de Zuid-Afrikaanse selectie voor het WK 2010.

## Clubstatistieken
| seizoen                         | club              | land        | competitie            | duels | goals |
| ------------------------------- | ----------------- | ----------- | --------------------- | ----- | ----- |
| 2003/04                         | TSV 1860 München  | Duitsland   | Bundesliga            | 12    | 0     |
| 2004/05                         | TSV 1860 München  | Duitsland   | 2. Bundesliga         | 9     | 0     |
| 2005/06                         | TSV 1860 München  | Duitsland   | 2. Bundesliga         | 0     | 0     |
| 2006/07                         | Djurgårdens IF    | Zweden      | Allsvenskan           | 17    | 1     |
| 2007/08                         | Djurgårdens IF    | Zweden      | Allsvenskan           | 22    | 5     |
| 2008                            | Djurgårdens IF    | Zweden      | Allsvenskan           | 25    | 0     |
| 2009                            | Supersport United | Zuid-Afrika | Premier Soccer League | 6     | 0     |
| 2009/10                         | Ajax Cape Town    | Zuid-Afrika | Premier Soccer League | 24    | 5     |
| 2010/11                         | K. Lierse SK      | België      | Jupiler Pro League    | 27    | 1     |
| 2011/12                         | K. Lierse SK      | België      | Jupiler Pro League    | 12    | 0     |
| 2012/13                         | Ajax Cape Town    | Zuid-Afrika | ABSA Premiership      | 10    | 0     |
| 2013/14                         | Ajax Cape Town    | Zuid-Afrika | ABSA Premiership      | 12    | 2     |
| 2014/15                         | Ajax Cape Town    | Zuid-Afrika | ABSA Premiership      | 9     | 0     |
| Totaal                          | Totaal            | Totaal      | Totaal                | 185   | 14    |
| Laatst bijgewerkt op 06-11-2015 |                   |             |                       |       |       |